# Gare de Serqueux
La gare de Serqueux est une gare ferroviaire française des lignes de Saint-Denis à Dieppe et de Saint-Roch à Darnétal-Bifurcation, située sur le territoire de la commune de Serqueux, dans le département de la Seine-Maritime, en région Normandie.
Elle est mise en service en 1867 par la Compagnie des chemins de fer du Nord.
C'est une gare de la Société nationale des chemins de fer français (SNCF), desservie par des trains régionaux des réseaux TER Normandie et TER Hauts-de-France.

## Situation ferroviaire
Établie à 169 mètres d'altitude, la gare de bifurcation de Serqueux est située au point kilométrique (PK) 118,405 de la ligne de Saint-Denis à Dieppe, entre la gare ouverte de Gournay - Ferrières et la limite de fermeture se trouvant au PK 119,044 ; depuis Gournay, s'intercalent les gares fermées de Gancourt-Saint-Étienne, Haussez, Saumont-la-Poterie et Forges-les-Eaux. Elle est également située au PK 71,445 de la ligne de Saint-Roch à Darnétal-Bifurcation, entre les gares ouvertes de Formerie et de Sommery ; depuis Formerie, s'intercale la gare fermée de Gaillefontaine. Elle était aussi l'aboutissement, au PK 139,7, de la ligne de Charleval à Serqueux (déclassée).
Les lignes de Saint-Denis à Dieppe et de Saint-Roch à Darnétal-Bifurcation sont reliées entre elles par deux raccordements évitant chacun un rebroussement en gare : le raccordement de Serqueux-Nord, fermé et déclassé, et celui de Serqueux-Sud, en service.

## Histoire
La station de Serqueux est mise en service le 18 avril 1867 par la Compagnie des chemins de fer du Nord, lors de l'ouverture de l'exploitation voyageurs de la ligne d'Amiens à Rouen. L'ouverture du service des marchandises a lieu le 26 avril.

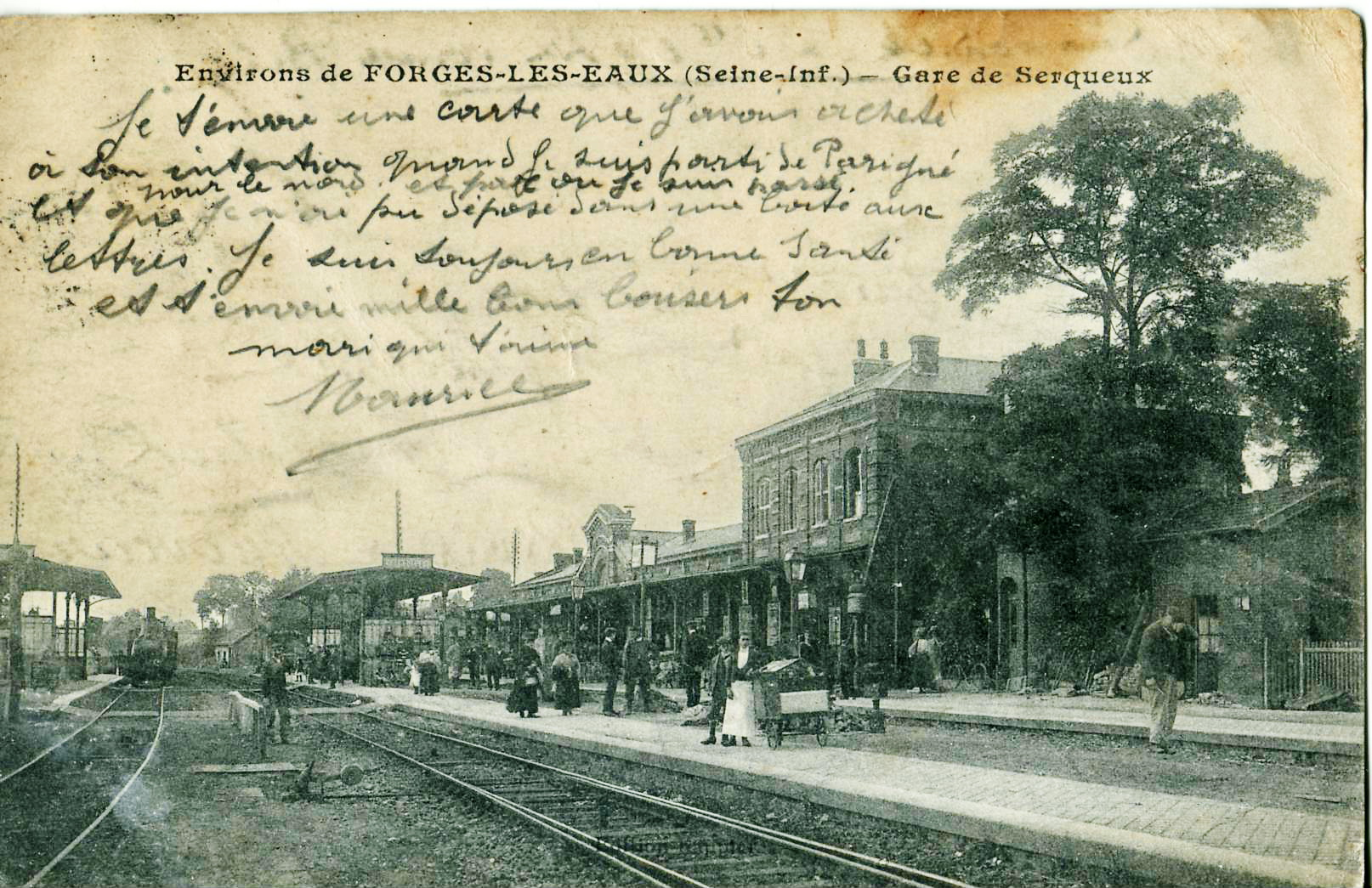
La gare, avant la Première Guerre mondiale.

Durant les deux guerres mondiales, Serqueux a constitué un nœud ferroviaire stratégique. Lors de la première, après la bataille de la Somme, un raccordement direct à double voie, dit de Serqueux-Nord, construit en urgence en 1916, a permis aux trains de munitions en provenance d'un immense dépôt situé près de Dieppe de rejoindre la ligne d'Amiens sans rebroussement, afin d'accélérer l'approvisionnement du front.
Lors de la seconde, le triage et ses abords seront bombardés plus d'une trentaine de fois entre 1940 et 1944. L'église et une partie du bourg seront détruits mais la gare, à l'architecture typique de la Compagnie du Nord, ne sera pas touchée. Le 13 septembre 1942, le régime de Vichy et les autorités d'Occupation organiseront de concert en gare une cérémonie grandiose pour l'arrivée d'un train de prisonniers de la région de Dieppe, libérés par l'Allemagne.
En 2006, le Conseil d'État, par sa décision no 241137 du 4 août 2006, a annulé le décret de retranchement du réseau ferré national de la section de Serqueux à Arques-la-Bataille de la ligne de Saint-Denis à Dieppe, mais RFF avait déjà fait procéder à la dépose des installations. La plate-forme a été transformée en « avenue verte », entre Beaubec-la-Rosière et Saint-Aubin-le-Cauf.
En juillet 2019, le guichet est fermé, en raison d'une baisse de fréquentation et donc du chiffre d'affaires. Depuis lors, une présence commerciale est néanmoins assurée par un agent polyvalent.
En 2020, d'importants travaux se déroulent en gare et dans ses environs, dans le cadre de la réouverture de la section Gisors – Serqueux (afin de constituer un itinéraire de fret reliant le port du havre à Valenton, empruntant également la ligne de Montérolier - Buchy à Motteville précédemment modernisée avec le même objectif) : électrification des voies de service (comme celles de la section précitée), création d'un poste d'aiguillage informatisé et réhabilitation du raccordement sud de Serqueux (pour éviter les manœuvres de rebroussement). La section précitée est rouverte en mars 2021, avec de surcroît la restauration de la circulation de trains de voyageurs, ; ce dernier service est toutefois supprimé en juillet 2024, en raison d'une fréquentation insuffisante.

## Fréquentation
Selon les estimations de la SNCF, la fréquentation annuelle de la gare s'élève aux nombres indiqués dans le tableau ci-dessous.
| Année               | 2023   | 2022   | 2021   | 2020   | 2019   | 2018   | 2017   | 2016   | 2015   |
| ------------------- | ------ | ------ | ------ | ------ | ------ | ------ | ------ | ------ | ------ |
| Nombre de voyageurs | 82 527 | 79 619 | 58 319 | 45 212 | 78 511 | 72 971 | 77 859 | 79 612 | 82 764 |

## Service des voyageurs

### Accueil

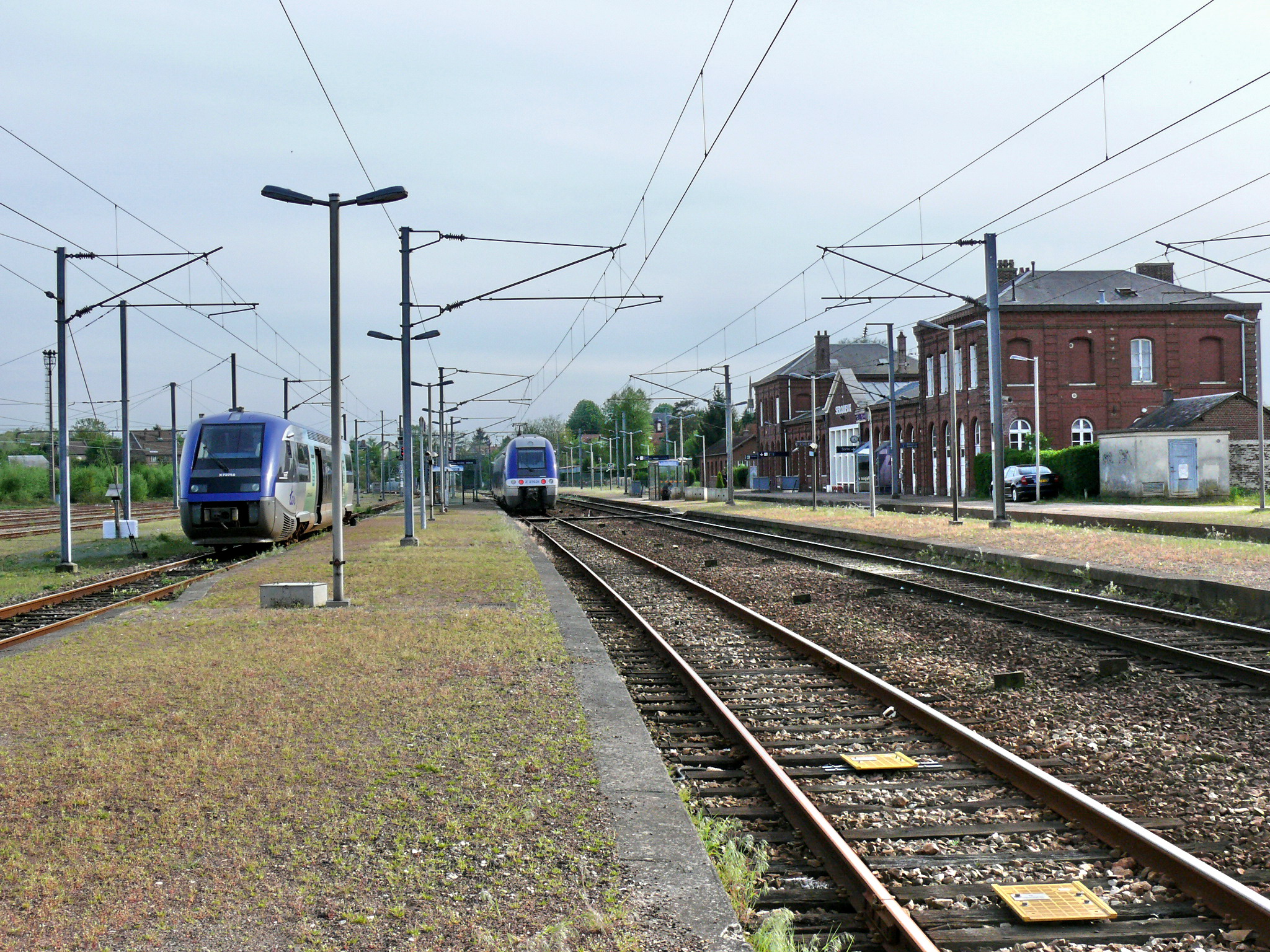
Voies et quais ; rames TER.

Gare de la SNCF, elle dispose d'un bâtiment voyageurs (sans guichet), ouvert du lundi au vendredi sauf jours fériés. Un souterrain permet la traversée des voies et le passage d'un quai à l'autre.
Une maison d'assistantes maternelles est implantée en 2021, par la municipalité et la SNCF, dans une partie inutilisée du bâtiment voyageurs, afin de contribuer à redynamiser la commune et rendre plus attractif l'usage du train.

### Desserte
Serqueux est desservie par des trains des réseaux TER Normandie et TER Hauts-de-France, reliant Rouen-Rive-Droite à Amiens ou Lille-Flandres.

### Intermodalité
Un parking est aménagé devant le bâtiment voyageurs.
La gare est desservie par la ligne 527 du réseau d'autocars Nomad, reliant Serqueux à Forges-les-Eaux et Gisors, ou à Dieppe.

## Service des marchandises
Cette gare est ouverte au service du fret.